# انحدار بواسون
في علم الاحتمالات، انحدار بواسون هو أحد أشكال التحليل الانحداري المستخدم في نماذج العدّ وجداول الاحتمالات. يعتبِر انحدار بوسون أنّ متغيّر الإجابة (Y) يخضع إلى توزع بواسون، ويفترض أنّ اللوغاريتم لقيمته المتوقّعة يمكن تمثيلها عن طريق تركيب خطي لمعاملات مجهولة.
نموذج انحدار بوسون يعرف أحياناً بالنموذج اللوغاريتمي-الخطي، وخاصة عندما يستخدم لتشكيل نموذج جداول الاحتمالات.
في صورته البسيطة بوجود متغير مستقل منفرد، ولنسمّه x، فإنّ النموذج يأخذ الشكل التالي:
{\displaystyle \log(\operatorname {E} (Y))=a+bx.\,}
إذا كانت مجموعة الأعداد Yi مشاهدات مستقلة، متوافقة مع القيم xi للمتغيّر المتوقّع، فإنّ العددين a و b يمكن تقريبهما لمشابههما الأعلى إذا كان عدد القيم المميّزة لمجموعة x هو 2 كحد أدنى. تقريبات المشابة الأعلى تفتقر إلى تعبير ذي صيغة ثابتة ويجب أن يتم إيجادها بطرق رياضية.